# 鲟鱼镇
鲟鱼镇，是中华人民共和国安徽省安庆市桐城市下辖的一个乡镇级行政单位。
鲟鱼镇南临长江，与迎江区、枞阳县接壤，但与桐城市的其他乡镇街道并不接壤，是桐城市的一块飞地。

## 行政区划
鲟鱼镇下辖以下地区：
桐江社区和内江社区。